# Philodendron insigne
Philodendron insigne es una especie de arbusto perenne del género Philodendron de la  familia de las aráceas. Es originaria de Sudamérica.

## Taxonomía
Philodendron insigne fue descrito por Heinrich Wilhelm Schott y publicado en Synopsis Aroidearum : complectens enumerationem systematicam generum et specierum hujus ordinis. I 73. 1856.
Etimología
Ver: Philodendron
insigne: epíteto latíno que significa "destacado".
Sinonimia
- Philodendron calophyllum Brongn. ex Linden & André
- Philodendron haematinum R.E.Schult.
- Philodendron niveochermesinum Linden & André ex André
- Philodendron prieureanum Brongn. ex Engl.[4]